# Bulionerzy
Bulionerzy – polski komediowo-obyczajowy serial telewizyjny, produkowany przez Telewizję Polską w latach 2004–2006 i emitowany premierowo na antenie TVP1 w okresie od 17 września 2004 do 31 sierpnia 2008.

## Emisja
- Pierwsza seria (13 odcinków – od 1 do 13) emitowana była w piątki o 20.10 od 17 września 2004 do 10 grudnia 2004.
- Druga seria (20 odcinków – od 14 do 33) emitowana była bez zmian w piątki o 20.10 od 7 stycznia 2005 do 17 czerwca 2005.
- Trzecia seria (16 odcinków – od 34 do 49) emitowana była w piątki o 18.25 od 9 września 2005 do 30 grudnia 2005.
- Czwarta seria (13 odcinków – od 50 do 62) emitowana była o tej samej porze w dwóch etapach. Pierwsze 5 odcinków (od 50 do 54) pokazano od 28 kwietnia 2006 do 2 czerwca 2006, a pozostałe 8 (od 55 do 62) od 5 stycznia 2007 do 23 lutego 2007.
- Piąta seria (13 odcinków – od 63 do 75) emitowana była w soboty i niedziele o 15.00 od 28 czerwca 2008 do 31 sierpnia 2008. Pierwszy odcinek tej serii został wyemitowany dodatkowo wcześniej, tj. 20 maja 2008 o 20.20, przed finałem 53. Konkursu Piosenki Eurowizji.

## Fabuła
Serial przedstawia perypetie niezamożnej rodziny Nowików, którzy przeprowadzają się – poprzez wygraną w loterii producenta bulionów – z bloku mieszkalnego do luksusowego apartamentowca, zamieszkiwanego głównie przez ludzi znanych i zamożnych. Skutecznie ukrywają swoją niską pozycję społeczną, a nieświadomi niczego sąsiedzi w większości darzą ich sympatią oraz liczą się z ich zdaniem. Z powodzenia Nowików niezadowoleni są rodzice Grażyny, bardzo niechętni Piotrowi.
Poszczególne odcinki są niezależne i rozwijają się wokół sugerowanego przez tytuł tematu.

## Lista postaci
- Piotr Nowik – głowa rodziny Nowików, mąż Grażyny, ojciec Sylwii i Ola (Piotr Skarga)
- Grażyna Nowik – żona Piotra, matka Sylwii i Ola (Lucyna Malec)
- Sylwia Nowik – córka Grażyny i Piotra, siostra Ola (Katarzyna Ankudowicz)
- Aleksander Olo Nowik – syn Grażyny i Piotra Nowików, brat Sylwii (Michał Filipiak)
- Leon Bystrzycki – mąż Jadwigi, ojciec Grażyny (Marian Opania)
- Jadwiga Bystrzycka – żona Leona, matka Grażyny (Stanisława Celińska)
- Damian Berger – prezenter telewizyjny, sąsiad Nowików (Przemysław Sadowski)

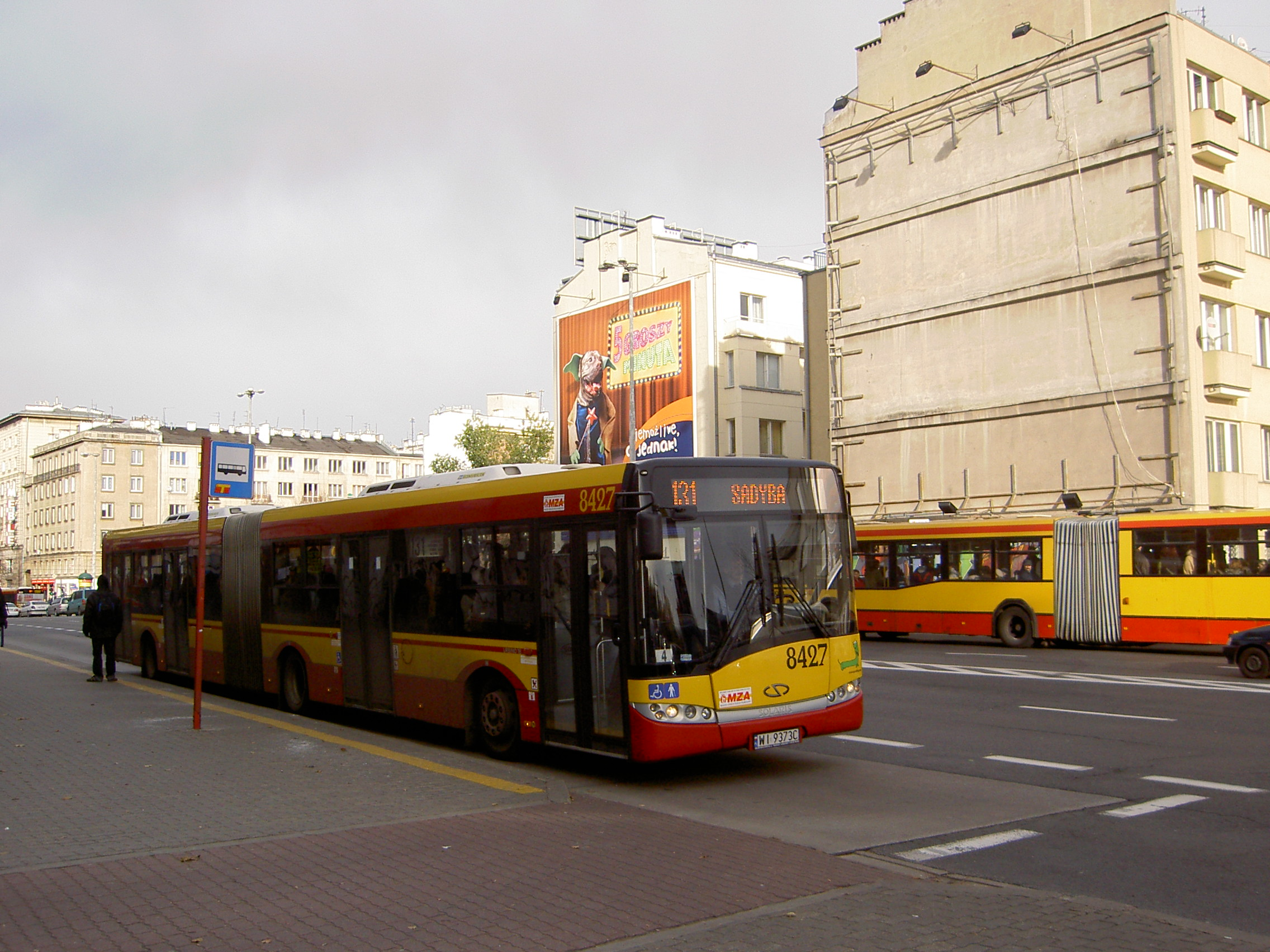
Warszawskie autobusy – miejsce pracy kilkorga bohaterów serialu

- Irena Murawska – żona Karola, sąsiadka Nowików (Katarzyna Skrzynecka)
- Karol Murawski – mąż Ireny, sąsiad Nowików (Krzysztof Stelmaszyk)
- Jan Grzegorczyk – prokurator, sąsiad Nowików (Emilian Kamiński)
- Zofia Jastrzębska – sąsiadka Bystrzyckich (Izabela Dąbrowska)
- Mietek Jastrzębski – mąż Jastrzębskiej, kryminalista (Witold Bieliński)
- Zdzisław „Dziadek” – starszy portier w apartamentowcu (Wojciech Skibiński) (odc. 2–72)
- Wiechu – młodszy portier w apartamentowcu (Tomasz Karolak)
- Marek „Młody” – portier w apartamentowcu (Dariusz Toczek)
- Helena Adamska – sąsiadka Nowików (Joanna Kurowska)
- Nikon Adamski – syn Heleny (Bartłomiej Świniarski)
- Andrzej Krupski – dyrektor firmy produkującej karmę dla kotów (Robert Rozmus)
- Barański – sprzedawca samochodów (Krzysztof Janczar)
- Hrabina Lubecka – arystokratka (Antonina Girycz)
- Riko i Zen – para homoseksualistów, sąsiedzi Nowików (Maciej Wierzbicki /Riko/, Marcin Perchuć /Zen/)
- Lena – koleżanka Ola, sąsiadka Nowików (Sylwia Juszczak)
- Chicken – kolega Ola i jego szef w pracy (Jakub Snochowski)
- Kogut i Jeżu – koledzy Ola z blokowiska (Krzysztof Zarzecki /Kogut/, Marcin Sztabiński /Jeżu/)
- Boguś Kowalczyk – mąż Krysi, kontroler biletów, kolega Piotra Nowika z pracy (Maciej Damięcki)
- Krysia Kowalczyk – żona Bogusia (Ewa Wencel)
- Biskup – klient mecenasa Jana Grzegorczyka (Przemysław Dąbrowski)
- Waldemar Nochal – otyły kontroler biletów (Witold Wieliński)
- Józef Wawrzyniak – „wąsaty” kontroler biletów (Sylwester Maciejewski)

## Gościnnie wystąpili
- Dariusz Biskupski – porucznik Kawka
- Roman Bugaj – taksówkarz
- Ireneusz Dydliński – taksówkarz
- Magdalena Gnatowska – Madzia Krauze
- Maciej Kozłowski – płk Czesław Czapkowski, dawny adorator Grażyny
- Małgorzata Lipmann – Zadrzyńska, szefowa Miejskich Zakładów Autobusowych
- Artur Łodyga – agent Biura Ochrony Rządu
- Ireneusz Machnicki – Madera, pracownik marketingu Bulionów Polskich
- Daniel Olbrychski – Piotr Nowik w reklamówce
- Mariusz Ostrowski – Kordian
- Paweł Szwed – prezes

## Lokalizacje

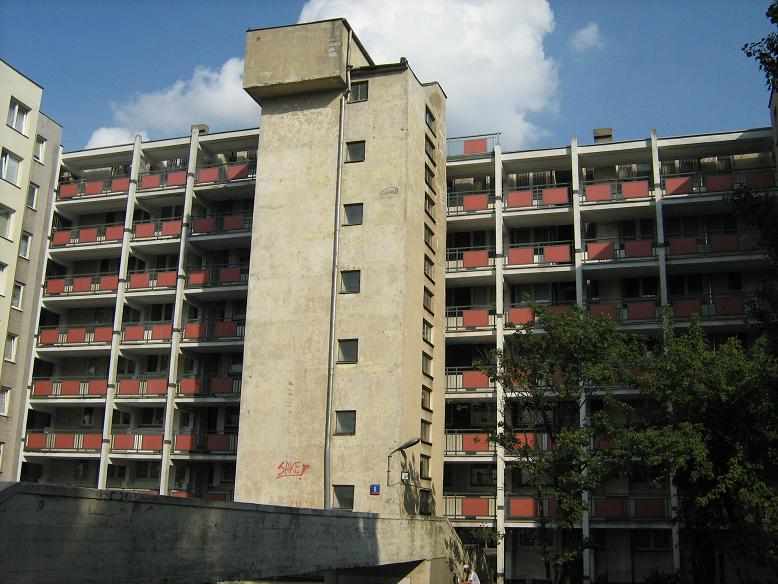
Blok (tzw. Pekin), w którym u rodziców Grażyny mieszkali Nowikowie przed przeprowadzką do apartamentowca

Serialowa Rezydencja Wschodnio-Zachodnia to znajdujący się na warszawskim Mokotowie, przy ul. Zbyszka Cybulskiego apartamentowiec Villa Monaco. Blok, w którym mieszkali wcześniej Nowikowie to Pekin na Przyczółku Grochowskim w dzielnicy Praga-Południe.

## Lista odcinków
| Nr odcinka | Tytuł odcinka | Data emisji |
| ---------- | ------------- | ----------- |
| 1          | Losowanie     | 17.09.2004  |
| 2          | Przeprowadzka | 24.09.2004  |
| 3          | Zebranie      | 01.10.2004  |
| 4          | Wizyta        | 08.10.2004  |
| 5          | Finansista    | 15.10.2004  |
| 6          | Parapet Party | 22.10.2004  |
| 7          | Samochód      | 29.10.2004  |
| 8          | Sprzątaczka   | 05.11.2004  |
| 9          | Poświęcenie   | 12.11.2004  |
| 10         | Czynsz        | 19.11.2004  |
| 11         | Galernica     | 26.11.2004  |
| 12         | Laska         | 03.12.2004  |
| 13         | Grupa         | 10.12.2004  |

| Nr odcinka | Tytuł odcinka        | Data emisji |
| ---------- | -------------------- | ----------- |
| 14         | Tygrys               | 07.01.2005  |
| 15         | Bezrobotni           | 14.01.2005  |
| 16         | Dziecko sukcesu      | 21.01.2005  |
| 17         | Powrót               | 28.01.2005  |
| 18         | Sąsiedzkie przysługi | 04.02.2005  |
| 19         | Blokoturystyka       | 11.02.2005  |
| 20         | Zwyczajna miłość     | 18.02.2005  |
| 21         | Ostre klimaty        | 25.02.2005  |
| 22         | Wycieraczka          | 04.03.2005  |
| 23         | Savoir vivre         | 11.03.2005  |
| 24         | Henry                | 18.03.2005  |
| 25         | Kukła                | 15.04.2005  |
| 26         | Jadło domowe         | 22.04.2005  |
| 27         | Hazard               | 29.04.2005  |
| 28         | Chleb powszedni      | 06.05.2005  |
| 29         | Profesjonaliści      | 13.05.2005  |
| 30         | Etat                 | 20.05.2005  |
| 31         | Elita                | 27.05.2005  |
| 32         | Kosmos               | 03.06.2005  |
| 33         | Dzień zapłaty        | 17.06.2005  |

| Nr odcinka | Tytuł odcinka        | Data emisji |
| ---------- | -------------------- | ----------- |
| 34         | Nadwyżka             | 09.09.2005  |
| 35         | Przechył             | 16.09.2005  |
| 36         | Wspólnota            | 23.09.2005  |
| 37         | Moda                 | 30.09.2005  |
| 38         | Egzorcysta           | 07.10.2005  |
| 39         | Pracoholik           | 14.10.2005  |
| 40         | Odchudzanie          | 21.10.2005  |
| 41         | Zastój               | 28.10.2005  |
| 42         | Stały związek        | 04.11.2005  |
| 43         | Wyścig               | 11.11.2005  |
| 44         | Wolny strzelec       | 18.11.2005  |
| 45         | Kanał intelektualny  | 02.12.2005  |
| 46         | Zmiana klimatu       | 09.12.2005  |
| 47         | Menago               | 16.12.2005  |
| 48         | Brzemię oglądalności | 23.12.2005  |
| 49         | Sylwester            | 30.12.2005  |

| Nr odcinka | Tytuł odcinka    | Data emisji |
| ---------- | ---------------- | ----------- |
| 50         | Syndrom weterana | 28.04.2006  |
| 51         | Młody            | 05.05.2006  |
| 52         | Domek letni      | 12.05.2006  |
| 53         | Piramida         | 19.05.2006  |
| 54         | Baron            | 02.06.2006  |
| 55         | Mąż w delegacji  | 05.01.2007  |
| 56         | Salsa            | 12.01.2007  |
| 57         | Świadkowie       | 19.01.2007  |
| 58         | Mezalians        | 26.01.2007  |
| 59         | Gwiazdy          | 02.02.2007  |
| 60         | Krysia           | 09.02.2007  |
| 61         | Podpis           | 16.02.2007  |
| 62         | Odwieczny wróg   | 23.02.2007  |

| Nr odcinka | Tytuł odcinka    | Data emisji |
| ---------- | ---------------- | ----------- |
| 63         | Efekt motyla     | 20.05.2008  |
| 64         | Trzy życzenia    | 29.06.2008  |
| 65         | Burżuazja        | 05.07.2008  |
| 66         | Gra dżentelmenów | 06.07.2008  |
| 67         | Nepal            | 12.07.2008  |
| 68         | Kapcie           | 13.07.2008  |
| 69         | Gospodarz domowy | 19.07.2008  |
| 70         | Grzybobranie     | 26.07.2008  |
| 71         | Romans           | 27.07.2008  |
| 72         | Kohabitacja      | 02.08.2008  |
| 73         | Chuligan         | 03.08.2008  |
| 74         | Wdomowzięcie     | 30.08.2008  |
| 75         | Zwyczajni ludzie | 31.08.2008  |